# Batracobdella
Batracobdella é um género de Glossiphoniidae. Este género é válido na Europa, mas na América do Norte é basónimo de Desserobdella.
O género foi descrito em 1897 por Viguier.
Espécies:
- Batracobdella algira (Moquin-Tandon, 1846)
- Batracobdella paludosa (Carena, 1824)